# Samenstadion
Het Samen Al-Aemestadion (Perzisch: ورزشگاه ثامن الائمه) is een multifunctioneel stadion in Mashhad, een stad in Iran.
Het stadion wordt vooral gebruikt voor voetbalwedstrijden, de voetbalclub FC Aboomoslem maakt gebruik van dit stadion. In het stadion is plaats voor 35.000 toeschouwers. Het stadion werd geopend in 2004. In het stadion ligt een grasveld van 105 bij 68 meter. Op 11 juni 2015 werd dit stadion gebruikt voor de kwalificatiewedstrijd tussen Afghanistan en Syrië. Vanwege de burgeroorlog in Afghanistan moest dan land de thuiswedstrijden elders spelen.